# Die ganze Meute gegen mich
Die ganze Meute gegen mich (Originaltitel: La venganza de Clark Harrison) ist ein spanisch-italienischer Western aus dem Jahr 1966. Unter der Regie von José Luis Madrid spielen Luigi Giuliani und Marta Padovan unter Pseudonymen die Hauptrollen. Die deutschsprachige Erstaufführung des auch als Der erbarmungslose Colt des Gringos gezeigte Film erfolgte am 17. Mai 1968.

## Handlung
Clark Harrison wird aufgrund falscher Beweise schuldig gesprochen, Duvall, den Besitzer einer Goldmine getötet zu haben und zur Arbeit im Straflager verurteilt. Nach deren Ableistung kehrt er in dieselbe Gegend zurück, in der die Leute leben, die ihn fälschlicherweise beschuldigten. Als er zum Sheriff ernannt wird, kann er nach den Hintergründen der Ereignisse Befragungen beginnen. Durch seine Konsequenz und durch seine Ermittlungen, denen einige der wahren Schuldigen zum Opfer fallen, erwiesene Unschuld erringt er nicht nur den Respekt der Bewohner, sondern auch das Herz der Tochter des Ermordeten.

## Kritik
Der „nur zweitklassige“ Film fand bei Kritikern kaum Beachtung.